# 鲍里斯·安德烈耶夫
鲍里斯·费奥多罗维奇·安德烈耶夫（俄语：Борис Фёдорович Андреев，1915年—1982年）是苏联电影演员。苏联人民艺术家。

## 生平
1915年生于伏尔加河畔薩拉托夫。在阿特卡爾斯克长大。1930年中学毕业后在收割机工厂工作。1937年毕业于萨拉托夫戏剧专科学校，在萨拉托夫剧院演出舞台剧。
不久，他被导演培利耶夫看中，到莫斯科出演《拖拉机手》中的纳扎尔·杜马。他大获成功，声名鹊起。后在1943年影片《两个战士》中饰演主角之一的萨沙·辛佐夫，这部电影是在德国入侵后不久上映的。他还在《西伯利亚史诗》和《攻克柏林》这两部影片出场，它们都获得了斯大林奖。1955年，《大家庭》所有男演员获得了戛纳影展最佳男演员奖。他扮演的青年角色体现了俄罗斯人性格的坚强和质朴。
1982年4月25日在莫斯科去世。安葬于瓦甘科沃公墓。

## 主要参演电影
| 年份 | 电影                    | 饰演              | 获奖                 |
| ---- | ----------------------- | ----------------- | -------------------- |
| 1939 | 《拖拉机手》            | 纳扎尔·杜马       |                      |
| 1940 | 《伟大的生活》          | 巴伦              |                      |
| 1941 | 《博格丹·赫梅利尼茨基》 | 哥萨克            |                      |
| 1943 | 《两个战士》            | 萨沙              |                      |
| 1947 | 《西伯利亚史诗》        | 布尔留克          | 1948年获斯大林一等奖 |
| 1949 | 《攻克柏林》            | 阿列克谢·伊万诺夫 | 1950年获斯大林一等奖 |
| 1951 | 《难忘的1919年》        | 希巴耶夫（水兵）  |                      |
| 1954 | 《大家庭》              | 伊利亚·茹尔宾     | 戛纳影展最佳男演员奖 |
| 1958 | 《海之歌》              | 扎鲁德尼          |                      |
| 1959 | 《残酷》                | 拉扎尔            |                      |

## 荣誉
- 红星勋章（1944年）出演电影《两个战士》
- 斯大林一等奖（1948年）
- 斯大林一等奖（1950年）
- 俄罗斯苏维埃联邦社会主义共和国人民艺术家荣誉称号（1950年）
- 苏联人民艺术家荣誉称号（1962年）
- 列寧勳章（1967年）
- 十月革命勋章（1974年）